# لایتفود (بازیکن لاکراس)
لایتفود (انگلیسی: Lightfoot) بازیکن لاکراس اهل کانادا است. از افتخارات وی میتوان به کسب مدال برنز در بازی‌های المپیک تابستانی ۱۹۰۴ اشاره کرد.